# Villars (Eure-et-Loir)
Villars ist eine französische Gemeinde mit 180 Einwohnern (Stand: 1. Januar 2022) im Département Eure-et-Loir in der Region Centre-Val de Loire. Sie gehört zum Arrondissement Chartres und ist Mitglied im Gemeindeverband Communauté de communes Cœur de Beauce. Die Bewohner werden Villarsois und Villarsoises genannt.

## Geographie
Villars liegt etwa 26 Kilometer südsüdöstlich von Chartres. Umgeben wird Villars von den Nachbargemeinden Le Gault-Saint-Denis im Norden und Westen, Les Villages Vovéens im Norden und Nordosten, Villeau im Osten sowie Neuvy-en-Dunois im Süden.

## Bevölkerungsentwicklung
| Jahr                      | 1962 | 1968 | 1975 | 1982 | 1990 | 1999 | 2006 | 2013 |
| Einwohner                 | 167  | 141  | 122  | 100  | 114  | 112  | 128  | 161  |
| Quelle: Cassini und INSEE |      |      |      |      |      |      |      |      |

## Sehenswürdigkeiten

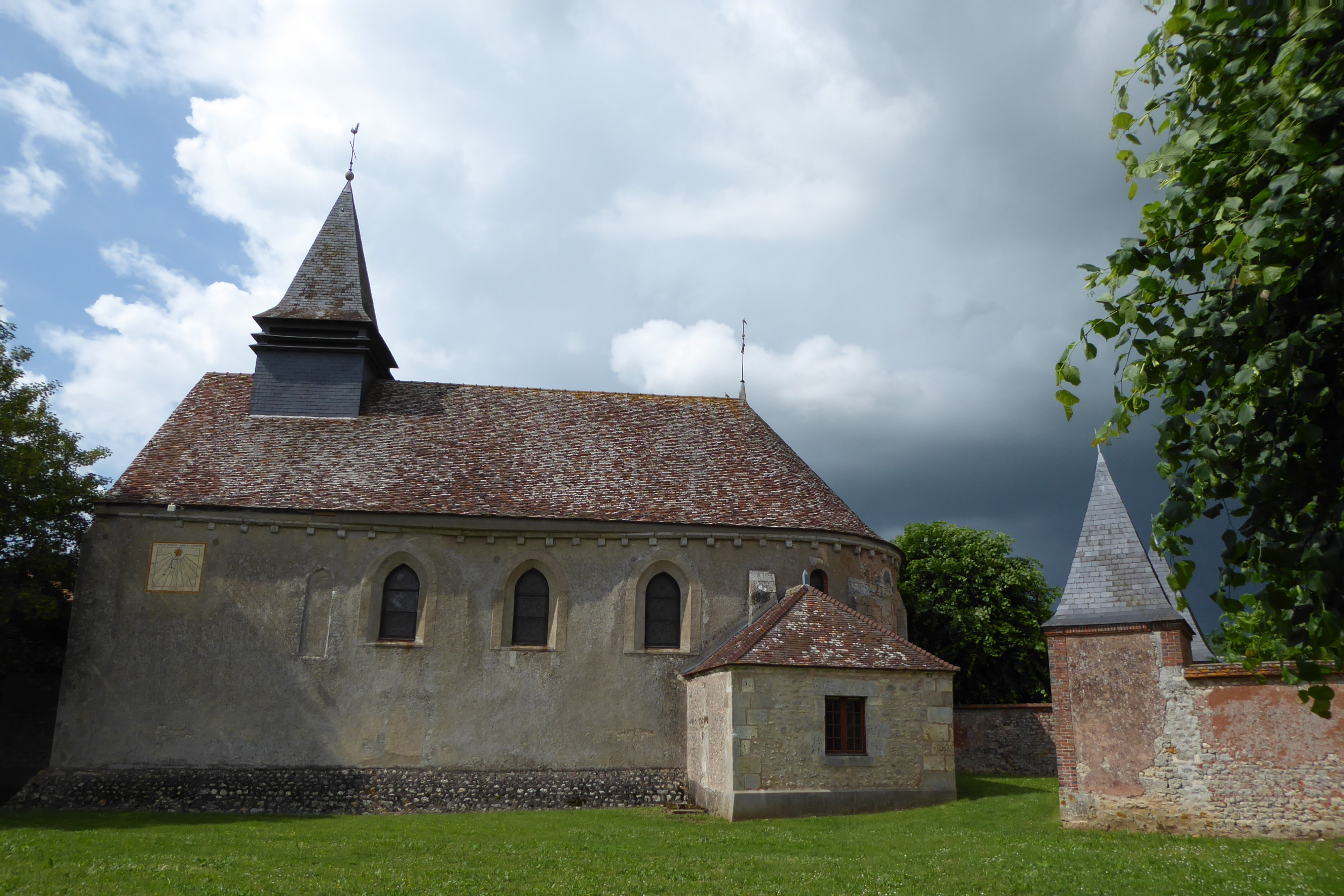
Kirche Notre-Dame

- Kirche Notre-Dame